# Stuart Macintyre
Stuart Forbes Macintyre (21 de abril de 1947 – 22 de novembro de 2021) foi um historiador, acadêmico e intelectual australiano. Foi reitor da Faculdade de Artes da Universidade de Melbourne. Ele é considerado como um dos mais influentes intelectuais da Austrália.

## Carreira
Como historiador, Macintyre foi prolífico. Ele publicou vários livros, incluindo uma história do marxismo no Reino Unido no início do século XX, com base em sua tese de doutorado, uma história do movimento trabalhista na Austrália, e Reds, o primeiro volume da história do Partido Comunista da Austrália; o segundo volume, The Party, foi publicado postumamente em 2022.
Talvez seu trabalho mais conhecido seja The History Wars (com Anna Clark), um estudo das guerras históricas, um debate público sobre a interpretação recente de vários aspectos da história da Austrália. O livro foi lançado pelo ex-primeiro-ministro da Austrália Paul Keating, que aproveitou para criticar as visões conservadoras da história australiana, e aqueles que as defendem (como o então atual primeiro-ministro John Howard), dizendo que sofriam de "um fracasso da imaginação", e disse que The History Wars "desenvolve a tela desse debate".
Os críticos de Macintyre, como Gregory Melleuish (professor de história da Universidade de Wollongong), responderam ao livro declarando que Macintyre era um guerreiro partidário da história e que "seus argumentos primários são derivados das polêmicas pró-comunistas da Guerra Fria". Keith Windschuttle disse que Macintyre tentou "caricaturar o debate histórico", mas não conseguiu explicar o que ele quis dizer. Windschuttle também acusou Macintyre de nutrir "um profundo desgosto" pela herança britânica da Austrália e criticou o envolvimento de Macintyre no ataque acadêmico contra Geoffrey Blainey durante o chamado "caso Blainey".
Em um prefácio de The History Wars, o ex- chefe de Justiça da Austrália, Sir Anthony Mason, disse que o livro era "um estudo fascinante dos recentes esforços para reescrever ou reinterpretar a história da colonização européia na Austrália".

## Publicações (parcial)
- — (1980). A Proletarian Science: Marxism in Britain, 1917–1933. [S.l.]: Cambridge University Press. ISBN 0-521-22621-X
- — (1980). Little Moscows. Communism and working-class Militancy in Inter-war Britain publisher. Croom Helm. ISBN 0-7099-0083-X
- — (1985). Winners and Losers. the Pursuit of Social Justice in Australian History. Allen & Unwin. ISBN 0-86861 470 X.
- — (1986). The Oxford History of Australia, Volume 4, 1901–1942: The Succeeding Age. [S.l.]: Oxford University Press. ISBN 0-19-553518-9
- — (1989). The Labour Experiment. [S.l.]: McPhee Gribble. ISBN 0-86914-057-4
- — (1991). A Colonial Liberalism: The lost world of three Victorian visionaries. [S.l.]: Oxford University Press. ISBN 0-86914-057-4
- — (1999). The Reds: The Communist Party of Australia from Origins to Illegality. [S.l.]: Allen & Unwin. ISBN 0195547608
- —; Clark, Anna (2003). The History Wars. [S.l.]: Melbourne University Publishing. ISBN 0-522-85091-X
- —; Fitzpatrick, Sheila (2007). Against the grain: Brian Fitzpatrick and Manning Clark in Australian history and politics. [S.l.]: Melbourne University Publishing. ISBN 9780522854237
- — (2010). The Poor Relation. Melbourne University Press. ISBN 978-0-522-85775-7
- Waghorne, James; Macintyre, Stuart (2011). Liberty: A history of civil liberties in Australia. [S.l.]: UNSW Press. ISBN 9780522869736
- — (2015). Australia's Boldest Experiment: War and Reconstruction in the 1940s. [S.l.]: NewSouth Publishing. ISBN 9781742231129
- — (2016). A Concise History of Australia 4th ed. [S.l.]: Cambridge University Press. ISBN 9781107562431
- Brett, André; Croucher, Gwilym; Macintyre, Stuart (2016). Life After Dawkins: The University of Melbourne in the Unified National System of higher education. [S.l.]: Melbourne University Publishing. ISBN 9780522869736
- —; Croucher, Gwilym; Brett, André (2017). No End of a Lesson : Australia's unified national system of higher education. [S.l.]: Melbourne University Publishing. ISBN 9780522871906
- — (2022). The Party: The Communist Party  of Australia from Heyday to Reckoning. [S.l.]: Allen & Unwin. ISBN 9781760875183